# Provincia de Pernambuco
La provincia de Pernambuco (en portugués: província de Pernambuco) fue una unidad administrativa y territorial del Imperio del Brasil desde el 28 de febrero de 1821, creada a partir de la capitanía de Pernambuco, hasta la proclamación de la República el 15 de noviembre de 1889 cuando pasó a convertirse en el actual estado de Pernambuco.